# 矛盾脱衣
矛盾脱衣（むじゅんだつい、英：paradoxical undressing）または逆説的脱衣とは、凍死者が裸の状態で発見されること、または寒い環境の中で脱衣してしまう異常行動のこと。

## 原因・メカニズム
恒温動物である人間の体温は、寒冷な環境下では熱量を外気に奪われることで低下する。体温が一定以下に下がると、生命維持のために皮膚血管収縮によって熱放散を抑制し、熱生産性を高めて体内から温めようとする働きが強まる。
この際に極寒の体感温度（外気温）と実際の体内温度とに温度差が生じると、低体温症のためにまるで暑い場所にいるかのような錯覚に陥って衣服を脱いでしまうとされる。 
法医学では、アドレナリン酸化物の幻覚作用や体温調節中枢の麻痺による異常代謝とも説明している。

## 症例
遭難した登山者が凍死状態で発見されるとき、着衣を脱いだ状態で発見されることがある。場所が積雪地域か、気温が零下であるか否かに限らず、脱衣した状態で凍死した例は世界各国で見つかる。
また、低体温症に伴う症例としては矛盾脱衣の他に、死体が家具などの下や裏側へ隠れた状態で発見される"hide-and-die syndrome"、あるいは終末期埋没行動が知られている。ただし、死体が異常な状態で発見された場合、特に脱衣があった場合などには、性的暴行などなんらかの犯罪によるものである可能性も疑う必要がある。
2003年の旭川医科大学の研究においては、道内の凍死体221例中男性33例、女性12例の計45例、全体の20.4%で矛盾脱衣がみられた。
矛盾脱衣を呈する凍死の場合、状況的に自殺と考えられるものや飲酒による酩酊が原因と考えられるもの、また遭難等ではその場にいた全員が死亡していることも多く、実際の状況について詳しい状況は判明していない例が多いが、八甲田雪中行軍遭難事件の例では、当時の生存者の小原伍長の証言から、詳しく経緯が解明されている。